# Kreis Kempen

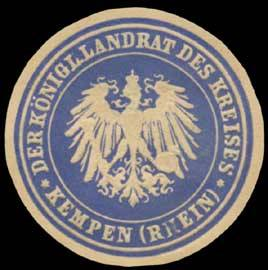
Siegelmarke Der K. Landrat des Kreises Kempen-Rhein

Der Kreis Kempen war von 1816 bis 1929 ein Landkreis im Regierungsbezirk Kleve bzw. Düsseldorf in der preußischen Rheinprovinz. Er umfasste den nordwestlichen Teil des heutigen Kreises Viersen. Kreisstadt war Kempen. Zur Unterscheidung von dem Kreis Kempen in Posen wurde er auch Kreis Kempen im Rheinland genannt. Der Kreis ging 1929 im Kreis Kempen-Krefeld auf.

## Vorgeschichte
Im Ersten Koalitionskrieg eroberten französische Revolutionstruppen im Spätherbst 1794 das linke Rheinufer. Frankreich annektierte das Gebiet; die Annexion wurde im Vorfrieden von Leoben (1797) vorbereitet sowie im Frieden von Campo Formio (1797) und im Frieden von Lunéville (1801) abschließend geregelt. Man bildete vier Departments; Kempen gehörte zum Département de la Roer (Rur-Département; Hauptort Aachen).
Alle in Frankreich geltenden Gesetze wurden eingeführt. Dazu gehörte die Aufhebung aller ständischen Privilegien, die Herstellung der bürgerlichen Gleichheit, die Etablierung einer neuen Gerichtsordnung und die Einführung des Code civil. Der geistliche Besitz wurde säkularisiert; es kam zu einer fundamentalen Umschichtung der gesamten Besitz- und Vermögensverhältnisse.
Nach der Niederlage Napoleons (1814) begann beim Wiener Kongress eine Phase der Restauration. Der nördliche Teil des linken Rheinufers kam zu Preußen. Aus den beiden preußischen Provinzen Jülich-Kleve-Berg und Großherzogtum Niederrhein entstand 1822 die Rheinprovinz.

## Geschichte
Im Regierungsbezirk Kleve der Provinz Jülich-Kleve-Berg wurde mit Verfügung vom 23. April 1816 der Kreis Kempen gebildet. Anfänglich bestand er aus den Bürgermeistereien der vormaligen Kantone Bracht und Kempen (ohne Aldekerk) sowie den Bürgermeistereien Grefrath und Lobberich aus dem Kanton Wankum. 1818 erhielt er durch die Eingliederung der Bürgermeisterei Süchteln und der Bauerschaft Kehn seinen endgültigen Umfang. Am 1. Januar 1822 wurde der Regierungsbezirk Kleve aufgelöst und der Kreis Kempen dem Regierungsbezirk Düsseldorf zugeordnet.
Laut einer statistischen Beschreibung aus dem Jahr 1830 lebten zu diesem Zeitpunkt im Kreis Kempen insgesamt 49.741 Menschen, von denen 48.109 römisch-katholischen, 1.192 evangelischen und 440 jüdischen Glaubens waren. Die katholischen Einwohner hatten 20 Kirchen und 9 Kapellen, die evangelischen Einwohner 5 Kirchen und die Juden 6 Synagogen. Insgesamt waren 8.184 Wohngebäude, 7.148 Ställe, Scheunen und Schoppen sowie 11 Fabrikgebäude vorhanden. In Kempen, Dülken und Lobberich war je ein Friedensgericht.
In den 1850er Jahren erhielten Dülken, Kaldenkirchen, Kempen und Süchteln die Rheinische Städteordnung. Der Kreis war seitdem wie folgt gegliedert:
| Bürgermeisterei   | Städte und Gemeinden        |
| ----------------- | --------------------------- |
| Amern Sankt Anton | Amern Sankt Anton           |
| Amern Sankt Georg | Amern Sankt Georg, Dilkrath |
| Boisheim          | Boisheim                    |
| Bracht            | Bracht                      |
| Breyell           | Breyell                     |
| Brüggen           | Born, Brüggen               |
| Burgwaldniel      | Lüttelforst, Burgwaldniel   |
| Dülken            | Dülken (Stadt)              |
| Dülken-Land       | Dülken-Land                 |
| Grefrath          | Grefrath                    |
| Hüls              | Benrad, Hüls                |
| Kaldenkirchen     | Kaldenkirchen (Stadt)       |
| Kempen            | Kempen (Stadt)              |
| Kirspelwaldniel   | Kirspelwaldniel             |
| Lobberich         | Lobberich                   |
| Oedt              | Oedt                        |
| St. Hubert        | Broich, Orbroich            |
| St. Tönis         | St. Tönis                   |
| Schmalbroich      | Schmalbroich                |
| Süchteln          | Süchteln (Stadt)            |
| Tönisberg         | Tönisberg                   |
| Vorst             | Vorst                       |

Der Süchtelner Bürgermeister initiierte 1875, auf dem höchsten Punkt des Kreises auf den Süchtelner Höhen ein Denkmal zu errichten, das den aus dem Kreis Kempen stammenden 147 Gefallenen des Deutsch-Französischen Kriegs (1870/71) gewidmet ist. Im September 1879 wurde das Denkmal eingeweiht.
Im 20. Jahrhundert wurde die Verwaltungsgliederung mehrfach geändert:
- Broich und Orbroich wurden 1913 zur Gemeinde St. Hubert zusammengeschlossen.[5]
- Die Gemeinden der Bürgermeistereien Burgwaldniel und Kirspelwaldniel wurden 1915 zur Bürgermeisterei und Gemeinde Waldniel vereinigt.[6]
- Die Bürgermeistereien wurden seit 1927 als Ämter bezeichnet.
- Die Gemeinde Dülken-Land wurde 1927 in die Stadt Dülken eingemeindet.
- Dilkrath wurde 1928 nach Amern Sankt Georg eingemeindet.[7]

1929 wurde der Kreis Kempen, der zuletzt vier Städte sowie 16 Ämter mit 18 Gemeinden umfasste, aufgelöst. Er ging zusammen mit Teilen anderer Kreise, insbesondere den nicht dem Stadtkreis Krefeld-Uerdingen zugeschlagenen Gemeinden des Kreises Krefeld im neuen Kreis Kempen-Krefeld auf.
Der Kempener Landrat Karl von Hartmann-Krey, dessen Posten durch die Gebietsreform wegfiel, hatte scharf vor der Umgestaltung gewarnt und ließ Ende 1928 ein Buch in Druck geben, das die Vitalität des Kreises belegen sollte (siehe 'Literatur') und einen Stummfilm drehen (Titel: Der schöne Kreis Kempen).

## Einwohnerentwicklung
| Jahr | Einwohner |
| ---- | --------- |
| 1816 | 44.585    |
| 1835 | 51.892    |
| 1871 | 83.592    |
| 1880 | 90.554    |
| 1890 | 91.696    |
| 1900 | 94.614    |
| 1910 | 101.850   |
| 1925 | 104.469   |

## Landräte
- 1816–1838 Peter Joseph von Monschaw
- 1838–1839 Adam von Luckner
- 1839–1876 Maximilian Förster
- 1877–1903 Rudolf von Bönninghausen
- 1903–1917 Hermann Strahl
- 1917–1929 Karl von Hartmann-Krey

## Archiv
In der Burg Kempen befindet sich das Archiv des Kreises Viersen. Dort lagern auch Dokumente des 'Kreis Kempen' und des 'Kreis Kempen-Krefeld'. Auch Privatleute können es nutzen.